# Referendum costituzionale in Iran del dicembre 1979
Il 2 e 3 dicembre 1979 si tenne in Iran un referendum costituzionale. La nuova Costituzione islamica fu approvata dal 99,5% degli elettori.
Il referendum fu indetto dal Consiglio della Rivoluzione islamica, perché il Governo ad interim di Bazargan, che aveva supervisionato il referendum precedente, si era dimesso in segno di protesta alla crisi degli ostaggi dell'ambasciata americana.
Un giorno prima del referendum, durante la ricorrenza luttuosa dell'Ashura, l'Ayatollah Ruhollah Khomeini affermò che coloro che non votavano l'indomani, avrebbero aiutato gli americani e dissacrato lo Shahīd (i Martiri).
Insieme al Partito Islamico Repubblicano, il Partito comunista iraniano del Tudeh invitò a votare per il sì, esprimendo il suo sostegno alla "linea dell'Imam"; il Movimento di Liberazione Iraniano si schierò allo stesso modo per il sì poiché l'alternativa sarebbe stata l'anarchia.
Altri, tra cui persone di sinistra, nazionalisti laici e seguaci islamici di Mohammad Kazem Shariatmadari, invitarono al boicottaggio. L'affluenza alle urne tra le minoranze sunnite nel Kurdistan e nelle provincie di Sistan e del Baluchistan, nonché nell'Azerbaigian, luogo natale di Shariatmadari, fu bassa e il numero di voti diminuì rispetto al referendum tenutosi a marzo. Secondo la stima dello storico Ervand Abrahamian quasi il 17% delle persone non sostenne la costituzione.

## Sfondo
Nel 1907 fu adottato un supplemento alla costituzione (legge fondamentale) in cui venivano modificati alcuni tratti del diritto costituzionale europeo che risultavano, di tutta evidenza, incoerenti con il tradizionale diritto religioso sciita. All’epoca, tuttavia, non vi fu alcun tentativo di creare una costituzione islamica o un sistema giuridico pubblico basato rigorosamente sul diritto sciita.
Nel marzo 1979, la dinastia Pahlavi fu rovesciata e in seguito al referendum sulla Repubblica islamica iraniana fu istituita una repubblica islamica. Il 1º aprile 1979, l’Impero persiano in Iran, vecchio di 2.500 anni, giunse al termine, e l’Ayatollah Khomeini dichiarò la data come il primo giorno di un “Governo di Dio”. Sottolineò inoltre la necessità di ratificare una nuova Costituzione.
Il 12 gennaio 1979 si tennero le elezioni per l'Assemblea degli Esperti e l'Ayatollah Khomeini incoraggiò gli iraniani a scegliere i propri rappresentanti. L'Assemblea degli Esperti, che fungeva da assemblea costituente, avviò le sue attività il 3 e 4 agosto 1979, con i suoi 72 rappresentanti provenienti da tutto l'Iran. Durante queste fasi, l'Ayatollah Akbar Hashemi Rafsanjani veicolò il messaggio dell'Ayatollah Khomeini secondo cui: "la Costituzione e le altre leggi di questa Repubblica devono essere basate al cento per cento sull'Islam".
L'Assemblea degli Esperti continuò le sue deliberazioni fino al 15 novembre 1979 e la nuova costituzione islamica ricevette alla fine l'approvazione di più di due terzi dei rappresentanti. Nel giugno 1979 l’Ayatollah Khomeini apportò lievi modifiche alla bozza costituzionale sottoponendole a referendum.

## Nuova costituzione
La nuova costituzione proposta avrebbe reso l’Iran una repubblica islamica, introdotto elezioni dirette per la presidenza, creato un parlamento unicamerale e avrebbe richiesto un referendum per ogni modifica costituzionale.
La nuova costituzione fu codificata secondo i dettami dell'Islam sciita e conseguentemente presentava un'appendice in cui venivano citati i versetti del Corano e le tradizioni a corredo di molti articoli. Tra gli emendamenti apportati ci fu un capitolo sulla leadership che sostituiva un capitolo sulla monarchia e furono aggiunti due capitoli sulla politica estera e sui mass media. Furono inoltre preservati alcuni articoli della precedente Costituzione, come l'uguaglianza davanti alla legge (articoli 19-20); le garanzie della sicurezza della vita, del patrimonio, dell'onore e del domicilio (artt. 22, 39), della libertà di opinione e della scelta professionale (articoli 23, 28), del diritto al giusto processo (articoli 32-36) e alla riservatezza delle comunicazioni (articolo 25), dell'obbligo di deliberazioni pubbliche del Majlis in circostanze normali (articolo 69), nonché la procedura parlamentare e la definizione dei diritti e delle responsabilità dei ministri del Majlis (articoli 70, 74, 88-90).

## Posizioni politiche dei partiti
| Posizione                     | Organizzazioni                              | Rif    |
| ----------------------------- | ------------------------------------------- | ------ |
| Sì                            |                                             |        |
| Partito Repubblicano Islamico | [ 5 ]                                       |        |
| Movimento per la libertà      | [ 12 ]                                      |        |
| Festa Tudeh                   | [ 6 ]                                       |        |
| Boicottaggio                  | Fronte Nazionale                            | [ 13 ] |
| Boicottaggio                  | Fronte Nazionale Democratico                |        |
| Boicottaggio                  | Partito della Repubblica Popolare Musulmana | [ 14 ] |
| Boicottaggio                  | Organizzazione dei Mojahedin popolari       | [ 5 ]  |
| Boicottaggio                  | Fedai del Popolo (maggioranza)              | [ 5 ]  |
| Boicottaggio                  | Fedai del Popolo (minoranza)                | [ 5 ]  |
| Boicottaggio                  | Guerriglie Fedai del Popolo                 | [ 5 ]  |
| Boicottaggio                  | Partito Democratico del Kurdistan iraniano  | [ 15 ] |
| Boicottaggio                  | Partito Komala del Kurdistan iraniano       | [ 15 ] |

## Risultati
| Scelta                  | Voti        | %    |
| ----------------------- | ----------- | ---- |
| A favore                | 15.680.329  | 99,5 |
| Contro                  | 78.516      | 0,5  |
| Voti non validi/bianchi | 111         | –    |
| Totale                  | 15.758.956  | 100  |
| Elettori registrati     | ~22.000.000 |      |
| Fonte: Nohlen et al.    |             |      |